# 伊波利托·凯菲

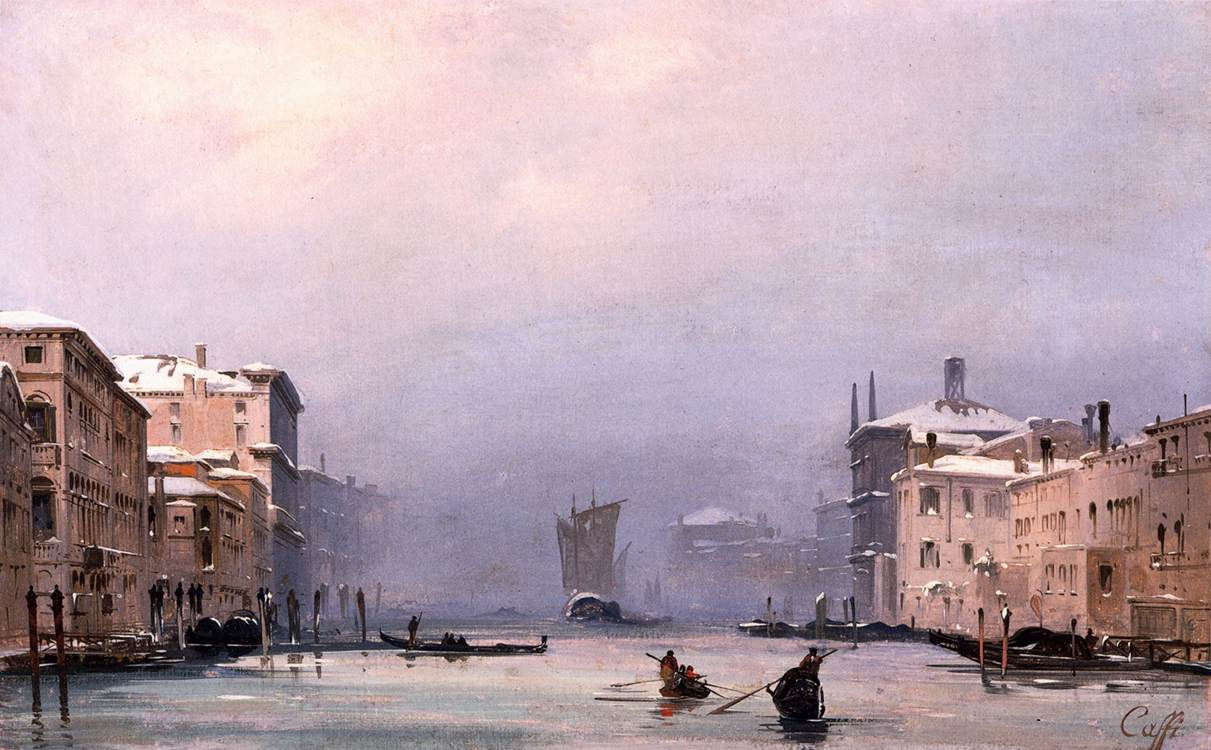
大运河上的雪和雾(1840)

伊波利托·凯菲（Ippolito Caffi，1809年—1866年），19世纪初意大利艺术家，生于贝卢诺，后移居罗马。他擅长透视与罗马建筑类作画，其作品也多为以建筑物为主题的海景和城市景观画。